# Billie Jean King Cup
De Billie Jean King Cup, voor 1995 de Federation Cup, van 1995 tot en met 2020 bekend als de Fed Cup, is een jaarlijkse internationale tenniscompetitie voor landenteams, voorbehouden aan vrouwen. Sinds 2020 doen meer dan honderd landen mee aan het toernooi dat sinds 1963 wordt gehouden. De tegenhanger bij de mannen is de Davis Cup. De Billie Jean King Cup geniet veel prestige bij toptennissers. De meeste toppers komen dan ook graag uit voor hun land in deze competitie.
De Verenigde Staten wonnen het toernooi het vaakst: 18 keer. De huidige titelhouder is Italië, dat in 2024 voor een vijfde maal met de eindzege aan de haal ging.

## Geschiedenis
De competitie wordt georganiseerd door de Internationale Tennisfederatie (ITF) en werd voor het eerst gehouden in 1963 ter gelegenheid van de vijftigste verjaardag van de ITF. Toen deden er 16 landen mee; het toernooi werd gehouden op de Queens Club in Londen. De eerste winnaar was de Verenigde Staten.
- Tot 1995 werd het toernooi gedurende een week telkens in een ander land gehouden. Aan de eerste uitvoering deden 16 landen mee. Door het groeiend aantal deelnemende landen werden vanaf 1992 regionale voorronden gehouden.
- In 1995 wijzigde de ITF de naam van het toernooi van Federation Cup in Fed Cup – tegelijkertijd werd de toernooiopzet flink gewijzigd. De succesvolle formule van uit- en thuiswedstrijden die in de Davis Cup werd toegepast, werd overgenomen in de Fed Cup. De wedstrijden vonden verspreid over het seizoen plaats. Vanaf toen bestond een ontmoeting uit vijf "rubbers" (vier enkelspelpartijen en één dubbelspelpartij), voor die tijd waren dat er drie (twee in het enkelspel en één in het dubbelspel).
- De opzet is nog enkele keren op kleine onderdelen gewijzigd. Vanaf 2005 tot en met 2019 was de opzet zodanig dat alleen de acht landen in de Wereldgroep I konden spelen om de Fed Cup-titel. Alle overige landen probeerden via regionale zones en de Wereldgroep II naar de Wereldgroep I te promoveren. In drie weekeinden werden de eerste ronde, halve finales en de finale gespeeld.
- Vanaf 2020 wordt een eindtoernooi gespeeld met 12 landen in één week in één stad. Landen uit de Wereldgroep, die nu bestaat uit 20 landen, kunnen zich hiervoor plaatsen. Alle overige landen spelen in de regionale zones en proberen te promoveren naar de Wereldgroep. Op 17 september 2020 werd de naam gewijzigd in Billie Jean King Cup. Billie Jean King is een Amerikaans voormalig tennisspeelster die ervoor streed dat vrouwen hetzelfde betaald zouden krijgen als mannen.[2]

De Verenigde Staten domineerden lange tijd het toernooi. In totaal won het land reeds achttien titels en was het twaalf keer verliezend finalist – van 1976 tot en met 1982 pakten zij zeven titels op rij. Australië volgt op afstand met 7 overwinningen en 10 verloren finales – tussen 1973 tot en met 1980 was het in elke finale present. In de eerste negen uitvoeringen werd de titel verdeeld tussen de Verenigde Staten en Australië. In de eerste twintig versies wisten alleen Zuid-Afrika in 1972 en Tsjecho-Slowakije in 1975 de hegemonie van de VS en Australië te doorbreken.

## Toernooiopzet
Wereldgroep
Eindtoernooi

In het eindtoernooi spelen twaalf landen om de Billie Jean King Cup. De eindronde wordt gedurende één week in één stad gehouden. Voor dit toernooi zijn drie landen rechtstreeks gekwalificeerd; de twee finalisten van de vorige editie en het gastland. Een vierde land krijgt een wildcard. De acht overige plaatsen worden ingevuld door de winnaars van de kwalificatieronde.
De twaalf landen worden in vier groepen van drie verdeeld en binnen een groep spelen alle landen een keer tegen elkaar. De vier groepswinnaars spelen vervolgens een halve finale en de winnaars daarvan spelen in de finale om de titel. De twee finalisten plaatsen zich voor de volgende editie van het eindtoernooi, de overige landen komen het jaar daarop uit in de kwalificatieronde. 
Kwalificatieronde

De zestien landen die in de Wereldgroep zitten, maar niet rechtstreeks voor het eindtoernooi zijn geplaatst, spelen in een uit- of thuiswedstrijd tegen een ander land uit de Wereldgroep. De winnaar plaatst zich voor het eindtoernooi. De verliezer gaat naar de play-offs waarin het speelt om degradatie te voorkomen.
Regionale zone
De overige landen spelen in een van de regionale groepen. Er is een Europees-Afrikaanse zone, een Amerikaanse zone en een Aziatisch-Oceanische zone. De landen in de regionale zones zijn verdeeld in twee of drie groepen, afhankelijk van het aantal landen, waarbij groep 1 de sterkste is en groep 3 de zwakste. Er wordt hier niet meer in een thuis- of uitwedstrijd gespeeld, maar in een toernooivorm. Gedurende een week in een of meer van die landen spelen alle landen hun wedstrijden. De sterkste landen promoveren naar een hogere groep of mogen in de play-off spelen voor promotie naar de Wereldgroep. De zwakste landen degraderen naar een lagere groep.

## Wedstrijden
Een ontmoeting tussen landen heeft plaats over drie tenniswedstrijden en wordt op één dag gespeeld. Twee enkelspelen en een afsluitend dubbelspel. Uitzondering zijn de wedstrijden in de kwalificatieronde en de play-offs. Die gaan over vier enkelspelen en een afsluitend dubbelspel. De eerste dag twee enkelspelen en de dag erna de omgekeerde enkelspelen gevolgd door het dubbelspel. Niet alle vijf wedstrijden hoeven gespeeld te worden. Als na de eerste drie wedstrijden er al een beslissing is gevallen, wordt het vierde enkelspel niet gespeeld maar wel het dubbelspel. Is er na vier wedstrijden een beslissing, dan kunnen de landen onderling bepalen of het dubbelspel nog wel wordt gespeeld.

## Vertegenwoordigers van de Lage Landen

### België
België won de toenmalige Fed Cup in 2001 – in Madrid won het van Rusland. In 2006 bereikte het de finale, maar daarin was Italië met 2-3 net te sterk.
Van 2000 tot en met 2007 stond België mede dankzij de toppers Justine Henin en Kim Clijsters onafgebroken in de Wereldgroep I. Na drie jaar in de Wereldgroep II speelde België in 2011 en 2012 weer in de Wereldgroep I. Daarna volgde degradatie naar de Wereldgroep II (2013), en vervolgens naar de regionale zone (waarin België sinds 1995 niet meer had gestaan). In 2016 promoveerde België terug naar Wereldgroep II, gevolgd door promotie naar Wereldgroep I in 2017.

### Nederland
Nederland speelde twee keer de finale. In 1968 verloor het in Frankrijk van Australië en in 1997 verloor Oranje thuis in de Brabanthallen te 's-Hertogenbosch met 1-4 van Frankrijk.
Na de finale in 1997 degradeerde het team in twee seizoenen tweemaal waardoor het belandde in de regionale groep I. Hierin speelde Nederland vijftien jaar onafgebroken vanaf 2000. Door de in 2014 behaalde resultaten promoveerde Nederland naar Wereldgroep II in 2015, waarna een tweede promotie volgde naar Wereldgroep I in 2016.

## Overzicht finales
De vijf meest recente finales zijn:
| jaar | winnaar | verliezend finalist                                                                                 | score |
| ---- | --- | --------------------------------------------------------------------------------------------------- | ----- |
| 2019 | Frankrijk Kristina Mladenovic Caroline Garcia Pauline Parmentier                                                      | Australië Ashleigh Barty Ajla Tomljanović Samantha Stosur                                           | 3-2   |
| 2021 | Rusland Anastasija Pavljoetsjenkova Darja Kasatkina Veronika Koedermetova Jekaterina Aleksandrova Ljoedmila Samsonova | Zwitserland Belinda Bencic Jil Teichmann Viktorija Golubic Stefanie Vögele                          | 2-0   |
| 2022 | Zwitserland Belinda Bencic Viktorija Golubic Jil Teichmann Simona Waltert                                             | Australië Priscilla Hon Ellen Perez Storm Sanders Samantha Stosur Ajla Tomljanović                  | 2-0   |
| 2023 | Canada Eugenie Bouchard Gabriela Dabrowski Leylah Fernandez Rebecca Marino Marina Stakusic                            | Italië Lucia Bronzetti Elisabetta Cocciaretto Jasmine Paolini Lucrezia Stefanini Martina Trevisan   | 2-0   |
| 2024 | Italië Lucia Bronzetti Elisabetta Cocciaretto Sara Errani Jasmine Paolini Martina Trevisan                            | Slowakije Viktória Hrunčáková Renáta Jamrichová Tereza Mihalíková Anna Schmiedlová Rebecca Šramková | 2-0   |